# Elsie Allen
Elsie Comanche Allen (Santa Rosa, California, 22 de septiembre de 1899 - California, 31 de diciembre de 1990) fue una tejedora de cestas pomo nativa americana de la Ranchería Cloverdale de los indios pomo de California en el norte de California.
La relevancia de su tejido fue significativa por su labor de categorizar y enseñar los patrones y las técnicas de cestería de los indios californianos y por sostener la cestería poma tradicional como una forma de arte.

## Trayectoria
Nacida como Elsie Comanche cerca de Santa Rosa, California. De niña, vivía con su abuela Mary Arnold (1845–1925) cerca del pueblo de Cloverdale, y sólo hablaba la lengua pomo. Sus padres, George y Annie Comanche (Comanche es una versión anglicanizada del nombre pomo Gomachu), eran trabajadores asalariados en las granjas propiedad de no nativos americanos, un trabajo común para la gente pomo a principios del siglo XX.
Provenía de una familia de tejedores de cestas. Su madre fundó el Club de Mujeres Indígenas Pomo, que promueve la cestería de la tribu. También convenció a Elsie de romper con la tradición y no quemar ni enterrar sus cestas, sino guardarlas para futuros cesteros.
En 1907 murió su padre y su madre se volvió a casar y se trasladaron a Hopland. Elsie Allen empezó a trabajar en el campo a los diez años. El pomo fue el único idioma que habló hasta los 13 años, cuando comenzó a aprender inglés en un internado indígena en Covelo, California.
Asistió a un internado indio durante menos de un año y luego optó por asistir a una escuela diurna en la que se sentía más cómoda. En esta escuela  Elsie se volvió competente en hablar inglés durante sus primeros años de adolescencia. Además de vivir en Covelo y Hopland, Elsie vivió en varias comunidades Pomo, incluidas las de Cloverdale y Pinoleville Rancherías, donde fue criada por su abuela. También vivió brevemente en San Francisco a la edad de 18 años, donde encontró trabajos de limpieza y en hospitales, y fue en San Francisco donde Elsie conoción a su esposo, Arthur Allen.
Elsie se casó con Arthur Allen, un hombre pomo del norte que era medio pomo y medio inglés, en 1919, y entre 1920 y 1928, la pareja tuvo cuatro hijos: Genevieve, Leonard, Dorothy y George.
Además de ser una hábil tejedora de cestas, Allen se propuso participar activamente en su comunidad. Mientras equilibraba su trabajo y la crianza de sus hijos, Elsie participó activamente en varios clubes de mujeres Pomo y Hintil, cuyas organizaciones tenían como objetivo mejorar el entorno social y económico de las comunidades Pomo. Como jefa de su comunidad, Elsie se propuso promover la educación, la preservación cultural y los derechos de los nativos en la comunidad.
También se propuso dirigir sus esfuerzos a garantizar que los estudiantes de Pomo tuvieran financiación para su educación. Además de su activismo en favor de los avances sociales, económicos y culturales, Allen también organizó eventos para recaudar fondos y ayudó a establecer becas para estudiantes pomo.
No solo participó en un caso de desagregación en que los negocios pertenecientes a non nativos no dejaban que los Pomo y los blancos se sentaran juntos, sino que además entre 1979 y 1981 formó parte de los documentadores de la historia de los pueblos Pomo de Makahmo y Mahilakawna.
Aunque aprendió a tejer cuando era niña, Allen recién pudo tejer a tiempo completo a los 62 años, cuando sus hijos ya eran mayores. Durante las décadas de 1950 y 1960, el interés en la cestería entre los pomo había disminuido, por lo que Allen comenzó a enseñar a cualquiera que estuviera interesado en aprender su técnica, lo que creó controversia en su tribu. En el Centro de Arte de Mendocino, enseñó su habilidad tanto a nativos como a los no nativoscon el fin de preservar el arte de tejer cestas y la tradición asociada a él. Más adelante en su carrera, Elsie Allen comenzó a usar materiales comerciales en sus cestas después de recibir una visión. Una de sus últimas alumnas fue su sobrina, Susan Billy.

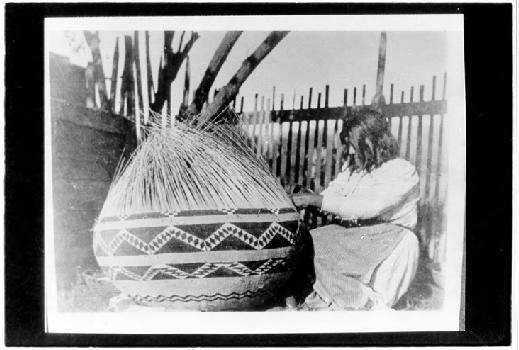
La abuela de Allen, Nellie Burke, tejiendo un cesta en 1898

Allen trabajó con el lingüista Abraham M. Halpern para documentar el idioma pomo del sur.
Allen murió el 31 de diciembre de 1990, a la edad de 91 años.

## Reconocimientos
Gracias a sus esfuerzos, su comunidad la consideraba una erudita cultural y la consideraban "sabía Pomo" y se le concedió el título honorario de Doctora en Divinidad.
Junto con Mabel McKay y Laura Somersal, Elsie Allen es considerada una de las tres tejedoras de cestas californianas más conocidas de su generación. Allen es el tema de varios libros, entre ellos Remember Your Relations: Elsie Allen Baskets, Family, And Friends (2005), de Dot Brovarney, Susan Billy y Suzanne Abel-Vidor, y A promise kept: Basketry of the Pomo and the Elsie Allen basket collection (1996), de Sandra J. Metzler. 
La escuela secundaria Elsie Allen en Santa Rosa, California, lleva su nombre.
También publicó :Allen, Elsie. Cestería Pomo: Un arte supremo para el tejedor. R ed. ed. Campamento Feliz, California: Naturegraph Publishers, Inc. (1972). 